# Evil Ink Records
La Evil Ink Records è un'etichetta discografica indipendente statunitense fondata nel 2014 da Claudio Sanchez, frontman del gruppo musicale Coheed and Cambria.
Il nome deriva da Evil Ink Comics, casa editrice di fumetti creata dallo stesso Sanchez nel 2004.